# Alopecosa tanakai
Alopecosa tanakai là một loài nhện trong họ Lycosidae.
Loài này thuộc chi Alopecosa. Alopecosa tanakai được Omelko & Yuri M miêu tả năm 2008. Marusik.